# ISAO (格闘家)
ISAO（イサオ、1988年10月28日 - ）は、日本の総合格闘家。宮城県大崎市古川出身。NEVER QUIT所属。PANCRASE２階級制覇王者（第5代ライト級キング・オブ・パンクラシスト、第8代フェザー級キング・オブ・パンクラシスト）。5年間に渡ってPANCRASEフェザー級王者として君臨してきたことから、“難攻不落の絶対王者”と呼ばれ、“日本人MMAフェザー級最強”との呼び声が高い選手である。「KRAZY BEE」にも出稽古に行っており山本“KID”徳郁の存命中にはKIDの練習相手・スパーリングパートナーを務めていた。兄は総合格闘家の小林ゆたか。プロスポーツトレーナーの青柳力は同門の兄弟子。

## 来歴
柔道の指導者であり、宮城県古川高等学校柔道部時代に団体・個人共に宮城県大会を制しインターハイに出場した父・小林信之の影響・指導で幼少期より柔道を始め、盛岡中央高等学校柔道部時代は岩手県高校総体で団体と73kg級個人で優勝している。プロレス好きだった事もあり、総合格闘技に興味を持つ。2007年に上京し、坂口道場に入門する。
2009年、プロ総合格闘家デビュー。
2011年12月3日、パンクラスライト級GP決勝戦で徳留一樹と対戦し、1RKO勝ち。パンクラス・ライト級GP優勝を果たした。
2012年4月1日、ライト級キング・オブ・パンクラスタイトルマッチで大石幸史と対戦し、3-0の判定勝ちを収め王座獲得に成功した。
2014年3月30日、パンクラスで修斗世界ウェルター級（-70kg）王者の弘中邦佳と対戦し、サッカーボールキックでTKO勝ち。
2014年10月4日、フェザー級転向初戦となったVTJ 6thでリオン武と対戦し、判定勝ち。
2014年11月5日、フェザー級への階級転向の為、パンクラスのライト級王座を返上した。
2014年12月31日、DEEP DREAM IMPACT2014でのDEEP×パンクラス対抗戦でDEEPフェザー級王者横田一則と対戦し、0-3の判定負け。
2015年10月23日、初の海外での試合となったBellator 144でゴイチ・ヤマウチと対戦し、チョークスリーパーで自身初の一本負け。
2016年1月30日、当時プロレスラーだった木村響子と結婚。
2016年6月24日、Bellator 157でジャスティン・ローレンスと対戦し、右フックでダウンしたところにパウンドを連打され自身初のKO負け。後日、Bellatorをリリースされたことが発表された。
2016年9月19日、VTJ 8thで第10代修斗世界ライト級王者斎藤裕と対戦し、2-1の判定勝ち。
2017年9月12日、所属ジムを坂口道場一族から安藤晃司が代表を務めるNEVER QUITに移籍した事が発表された。
2018年3月19日、離婚を発表。
2018年4月15日、PANCRASE 295のフェザー級暫定キング・オブ・パンクラス王座決定戦で松嶋こよみと対戦し、グラウンド状態のISAOの顔面に松嶋が反則の膝蹴りを当てたことで、ISAOが反則勝ちで暫定王座を獲得した。
2019年5月26日、PANCRASE 305のフェザー級キング・オブ・パンクラス王座統一戦で正規王者のナザレノ・マレガリエと対戦し、5R判定勝ちを収め、王座を統一し初防衛に成功すると共に、キング・オブ・パンクラス王座二階級制覇を達成した。
2019年10月20日、PANCRASE 309のフェザー級タイトルマッチで挑戦者のカイル・アグォンと対戦し、2-1の判定勝ちを収め、アグォンにリベンジを果たすと共に王座の2度目の防衛に成功した。
2020年7月24日、PANCRASE 316でアキラと対戦し、3-0の判定勝ちを収めた。
2021年5月30日、PANCRASE 321のフェザー級タイトルマッチで挑戦者の中島太一と対戦し、3-0の判定勝ちを収め、王座の3度目の防衛に成功した。
2023年3月26日、Bellator参戦に伴いフェザー級キング・オブ・パンクラス王座を返上した。
2023年11月17日、Bellator初参戦となったBellator 301でRIZINにも参戦していたイーブス・ランドゥーと対戦し、全ラウンドでポイントを奪われ0-3の判定負け。

## 戦績

### プロ総合格闘技
| 総合格闘技 戦績 | 総合格闘技 戦績 | 総合格闘技 戦績 | 総合格闘技 戦績 | 総合格闘技 戦績 | 総合格闘技 戦績 | 総合格闘技 戦績 |
| --------------- | --------------- | --------------- | --------------- | --------------- | --------------- | --------------- |
| 36 試合         | (T)KO           | 一本            | 判定            | その他          | 引き分け        | 無効試合        |
| 27 勝           | 9               | 2               | 14              | 2               | 2               | 0               |
| 7 敗            | 2               | 1               | 4               | 0               | 2               | 0               |

| 勝敗 | 対戦相手                     | 試合結果                                           | 大会名                                                                         | 開催年月日     |
| ×    | カリベク・アルジクル・ウルル | 1R 1:47 KO（飛び膝蹴り→右フック）                  | PANCRASE 355                                                                   | 2025年7月27日  |
| ×    | イーブス・ランドゥー         | 5分3R終了 判定0-3                                  | Bellator 301: Amosov vs. Jackson                                               | 2023年11月17日 |
| ○    | 中島太一                     | 5分5R終了 判定3-0                                  | PANCRASE 321 【フェザー級キング・オブ・パンクラスタイトルマッチ】              | 2021年5月30日  |
| ○    | アキラ                       | 5分3R終了 判定3-0                                  | PANCRASE 316                                                                   | 2020年7月24日  |
| ○    | カイル・アグォン             | 5分5R終了 判定2-1                                  | PANCRASE 309 【フェザー級キング・オブ・パンクラスタイトルマッチ】              | 2019年10月20日 |
| ○    | ナザレノ・マレガリエ         | 5分5R終了 判定3-0                                  | PANCRASE 305 【フェザー級王座統一戦】                                          | 2019年5月26日  |
| ○    | 松嶋こよみ                   | 1R 4:30 反則（グラウンド状態での顔面へのヒザ蹴り） | PANCRASE 295 【フェザー級暫定王座決定戦】                                      | 2018年4月15日  |
| ○    | 粕谷優介                     | 5分3R終了 判定3-0                                  | PANCRASE 292                                                                   | 2017年12月10日 |
| ×    | カイル・アグォン             | 5分3R終了 判定1-2                                  | PANCRASE 289                                                                   | 2017年8月20日  |
| ○    | マルコ・ブルシッチ           | 2R 2:34 TKO（パウンド）                            | PANCRASE 286                                                                   | 2017年4月23日  |
| ○    | 高谷裕之                     | 5分3R終了 判定3-0                                  | PANCRASE 283                                                                   | 2016年12月18日 |
| ○    | 斎藤裕                       | 5分5R終了 判定2-1                                  | VTJ 8th                                                                        | 2016年9月19日  |
| ×    | ジャスティン・ローレンス     | 2R 2:49 TKO（パウンド）                            | Bellator 157: Dynamite 2                                                       | 2016年6月24日  |
| ×    | ゴイチ・ヤマウチ             | 3R 3:50 チョークスリーパー                         | Bellator 144: Halsey vs. Carvalho                                              | 2015年10月23日 |
| ○    | ウィル・チョープ             | 5分3R終了 判定3-0                                  | PANCRASE 269                                                                   | 2015年8月9日   |
| ○    | マルロン・サンドロ           | 5分3R終了 判定2-1                                  | PANCRASE 266                                                                   | 2015年4月26日  |
| ×    | 横田一則                     | 5分3R終了 判定0-3                                  | DEEP DREAM IMPACT 2014 〜大晦日SPECIAL〜                                       | 2014年12月31日 |
| ○    | リオン武                     | 5分3R終了 判定3-0                                  | VTJ 6th                                                                        | 2014年10月4日  |
| ○    | 弘中邦佳                     | 3R 3:58 TKO（サッカーボールキック）                | PANCRASE 257                                                                   | 2014年3月30日  |
| ○    | 高橋"Bancho"良明             | 5分3R終了 判定2-0                                  | PANCRASE 252 【ライト級キング・オブ・パンクラスタイトルマッチ】                | 2013年9月29日  |
| △    | ジョルジ・パチーユ・マカコ   | 5分3R終了 判定0-0                                  | PANCRASE 246                                                                   | 2013年3月17日  |
| ○    | 冨樫健一郎                   | 1R 0:16 TKO（左ストレート→パウンド）               | PANCRASE 2012 PROGRESS TOUR                                                    | 2012年12月1日  |
| ○    | 田中達憲                     | 1R 3:05 アームロック                               | PANCRASE 2012 PROGRESS TOUR                                                    | 2012年9月1日   |
| ○    | 大石幸史                     | 5分3R終了 判定3-0                                  | PANCRASE 2012 PROGRESS TOUR 【ライト級キング・オブ・パンクラスタイトルマッチ】 | 2012年4月1日   |
| ○    | 徳留一樹                     | 1R 4:41 KO（スタンドパンチ連打）                   | PANCRASE 2011 IMPRESSIVE TOUR 【ライト級GP 2011トーナメント 決勝】             | 2011年12月3日  |
| ○    | 岩見谷智義                   | 5分3R終了 判定3-0                                  | PANCRASE 2011 IMPRESSIVE TOUR 【ライト級GP 2011トーナメント 準決勝】           | 2011年8月7日   |
| ○    | 田村ヒビキ                   | 5分3R終了 判定2-1                                  | PANCRASE 2011 IMPRESSIVE TOUR 【ライト級GP 2011トーナメント 1回戦】            | 2011年5月23日  |
| ○    | アルトゥール・ウマハノフ     | 1R 4:21 フロントチョーク                           | PANCRASE 2010 PASSION TOUR                                                     | 2010年11月3日  |
| △    | 岩見谷智義                   | 5分2R終了 判定1-1                                  | PANCRASE 2010 PASSION TOUR                                                     | 2010年7月4日   |
| ×    | 大石幸史                     | 5分3R終了 判定0-3                                  | PANCRASE 2010 PASSION TOUR                                                     | 2010年4月4日   |
| ○    | AB                           | 1R 1:00 KO（パウンド）                             | PANCRASE 2010 PASSION TOUR                                                     | 2010年2月7日   |
| ○    | AB                           | 1R 0:50 反則（ローブロー）                         | PANCRASE 2009 CHANGING TOUR                                                    | 2009年10月25日 |
| ○    | 富山浩宇                     | 1R 4:58 TKO                                        | PANCRASE 2009 CHANGING TOUR 【ネオブラッド・トーナメント ライト級 決勝】       | 2009年8月8日   |
| ○    | 中村晃司                     | 2R 1:03 KO                                         | PANCRASE 2009 CHANGING TOUR 【ネオブラッド・トーナメント ライト級 準決勝】     | 2009年6月7日   |
| ○    | 鴻野洋一                     | 1R 1:10 TKO（パンチ）                              | TRIBELATE vol.23 -Hybrid Club Fight-                                           | 2009年4月25日  |
| ○    | イ・デヨン                   | 1R終了時 TKO                                       | TRIBELATE vol.17 -Hybrid Club Fight-                                           | 2008年4月26日  |

### アマチュア総合格闘技
| 勝敗 | 対戦相手 | 試合結果           | 大会名     | 開催年月日    |
| △    | 徳重祐樹 | 5分2R終了 時間切れ | パンクラス | 2008年12月7日 |
| △    | 草柳茂明 | 5分2R終了 時間切れ | パンクラス | 2008年10月1日 |

## 獲得タイトル
- パンクラス 第15回ネオブラッド・トーナメント ライト級 優勝（2009年）
- パンクラス ライト級GP 2011トーナメント 優勝（2011年）
- 第5代ライト級キング・オブ・パンクラス王座（2012年）
- 第8代フェザー級キング・オブ・パンクラス王座（2019年）

## 出演
- パンクラス MMA ドキュメンタリー HYBRID（2013年）